# YellowTAB
YellowTAB es una empresa alemana de software que comercializaba una versión personalizada con diversas mejoras y aplicaciones extra de la última versión de BeOS desarrollada por Be, la versión 5.1 beta, de nombre código dan0.
Be Incorporated (cuya propiedad intelectual fue comprada por Palm, Inc. que la pasó a palmSource y es ahora de Access Co. ) fue la desarrolladora de BeOS hasta que decidió un cambio de rumbo en su estrategia de mercado y dejó el desarrollo del sistema operativo, momento en el cual yellowTab pagó una licencia a Be por poder continuar vendiendo versiones modificadas de BeOS en forma legal, aunque sin tener el código fuente del sistema.
YellowTab continuó el desarrollo de su versión de BeOS, llamada posteriormente Zeta. Es el único proyecto comercial que se propone continuar en cierta forma el BeOS, se inició en el 2002. YellowTab acordó posteriormente con GoBE Software incluir su suite ofimática GoBE productive en Zeta, aunque luego GoBE negó esto y han tenido problemas legales. 
Este sistema goza de un excelente rendimiento para PC con hardware que otros sistemas operativos considerarían ya obsoleto y está optimizado, igual que el BeOS original, para vídeo, audio y diseño.
Una de las principales ventajas de Zeta frente a otras distribuciones o clones del BeOS es la relativamente amplia cantidad de controladores que tiene, por tener los originales del BeOS más muchos otros desarrollados por yellowTab. Zeta también incluye soporte para USB 2.0 y aplicaciones variadas que no formaban parte del BeOS 5.1 beta en el que se basa.
YellowTAB presentó suspensión de pagos en abril de 2006 y el sistema operativo Zeta pasó al control de la también alemana Magnussoft.